# Ganesh Chaturthi

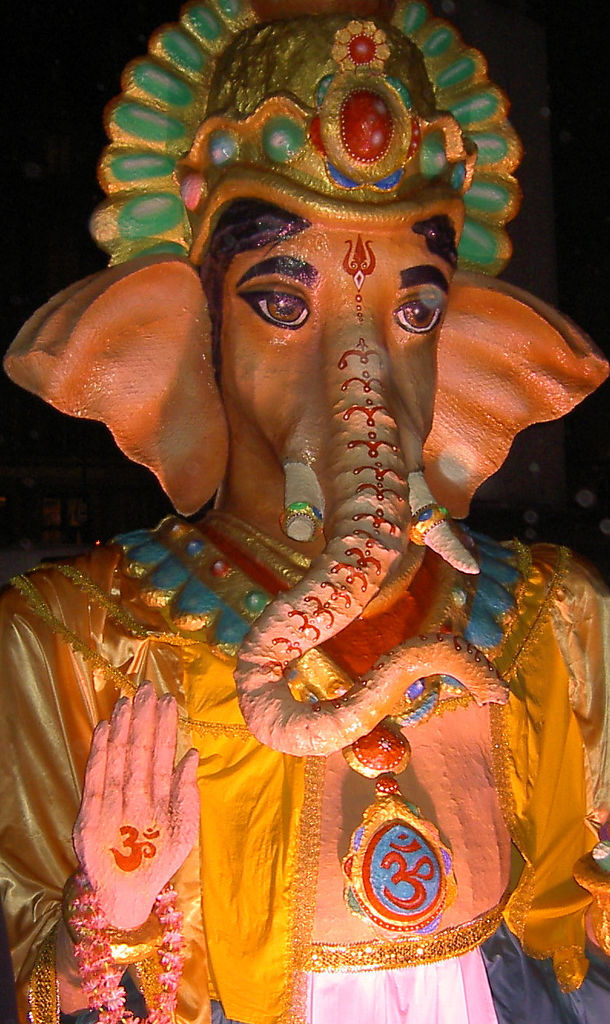
Geschmückter Ganesha, mit Om-Schriftzeichen

Ganesh Chaturthi, auch Vinayaka Chaturthi oder Ganesh Utsav, ist ein hinduistisches Jahresfest, das in Indien und weltweit in der indischen Diaspora zu Ehren des Gottes Ganesha gefeiert wird.

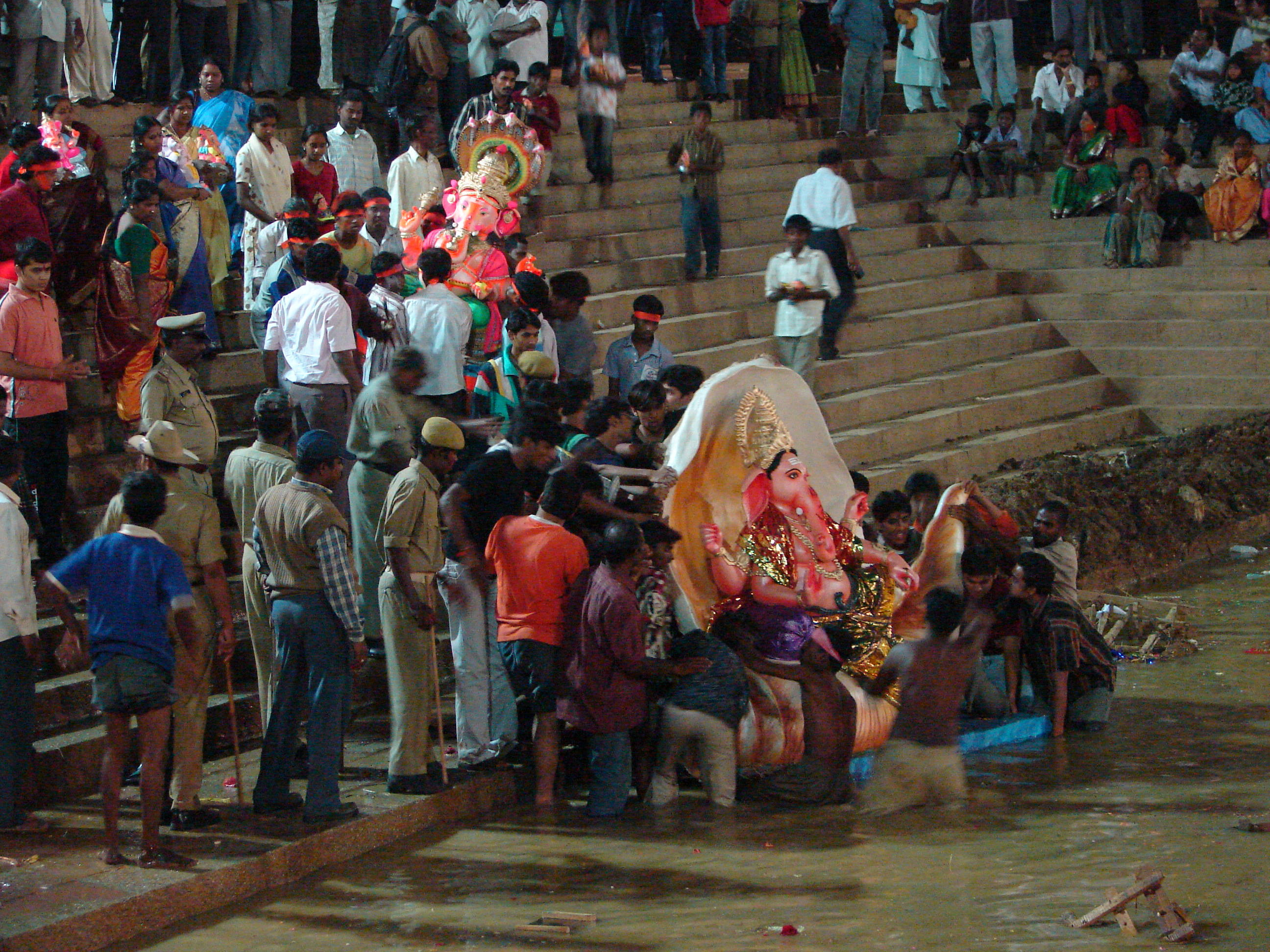
Am letzten Tag versenkt man die Statuen

Ganeshas spezieller Tag, der Tag seiner Geburt, ist Ganesh Chaturthi, der auf den vierten Tag des Hindu-Monats Bhadrapad (nach dem hinduistischen Mondkalender, meist September) fällt. Der Tag bildet den Auftakt einer Reihe von großen Herbstfesten, die im Oktober und November folgen. Viele Gläubige Hindus laden einen Priester in ihr Haus ein, damit er für Ganesh eine Puja zelebriert.
Besondere Bedeutung hat Ganesh Chaturthi jedoch für die Menschen in manchen Gegenden Süd-Indiens und im Bundesstaat Maharashtra in Pune  und in der Metropole Mumbai. Für viele Hindus in anderen Gegenden Indiens bedeutet Ganesha nur eine untergeordnete Manifestation, hier dagegen ist er für die meisten die wichtigste Darstellung Gottes, die Hauptgottheit. Ganesh Chaturthi ist darum für sie der wichtigste Festtag des ganzen Jahres, nicht nur im religiösen Bereich, so wie in anderen Landesteilen, sondern auch ein großer sozialer Feiertag, an dem sich die Menschen gegenseitig besuchen und Glück wünschen.
In den Haushalten, auf öffentlichen Plätzen, in Universitäten und Schulen stellt man konsekrierte Statuen, sogenannte Murtis, auf. Manchmal ist es – vor allem im ländlichen Bereich – noch heute Aufgabe der Kinder, diese Figuren aus Tonerde mit den eigenen Händen herzustellen. Entweder eineinhalb, fünf, sieben, neun oder elf Tage lang bleiben die Statuen auf den Altären stehen und verkörpern das Höchste – täglich kommt ein Priester und zelebriert den Gottesdienst (Puja). Anschließend feiern die Menschen mit Gesang und Tanz, wobei moderne Musik ebenso aus den Lautsprechern tönt wie religiöse Gesänge. Im Osten von Indien ist es die Göttin Saraswati, die für Schulkinder, Studenten, Künstler sowie alle geistig Arbeitenden zuständig ist. In Maharashtra kommt dem Gott diese Rolle in seiner Form mit dem Elefantenkopf zu. Manchmal zeichnen Schüler selbst sein Bild auf die Tafel und beten ihn in dieser Weise an, die Jüngeren gehen an diesem Tag erstmals zur Schule. Am letzten Tag werden die Statuen unter Jubel verabschiedet, in fröhlichen Prozessionen zum Wasser getragen und versenkt. Die Prozessionen werden lautstark von Ensembles mit Zylindertrommeln dhol und Kesseltrommeln tasha begleitet.